# Emilio Estevez
Emilio Estévez (Staten Island, Nova York, 12 de maig de 1962) és un actor, director de cinema i guionista estatunidenc.

## Biografia
Estévez és el fill gran de l'actor Martin Sheen i de l'artista Janet Templeton. Els seus germans són Ramon Estevez, Charlie Sheen (nascut Carlos Estevez), i Renée Estévez. Estevez inicialment va anar a l'escola pública a Nova York, però va ser traslladat a un prestigiós col·legi privat una vegada que la carrera del seu pare va reeixir. Va créixer a Malibú, Califòrnia, va rebutjar l'escola privada local a favor de l'escola pública Santa Monica High School.

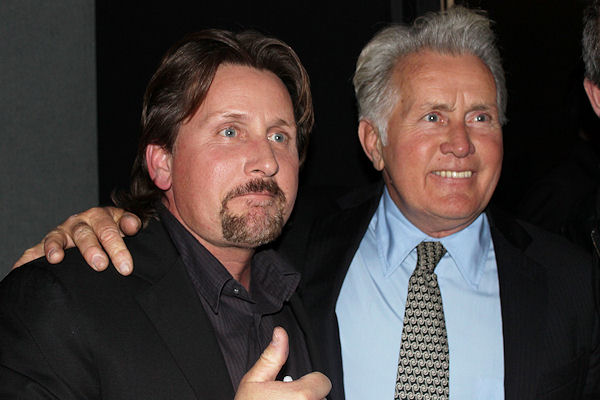
Emilio Estevez i son pare, Martin Sheen

Quan Estevez tenia 11 anys, el seu pare li va comprar a la família una càmera de vídeo portàtil Estevez, el seu germà Charlie i els seus amics de secundària, Sean Penn, Penn Chris, Chad Lowe i Rob Lowe van utilitzar la càmera per a fer curtmetratges, que sovint escrivia Estévez. Estévez també va aparèixer en un curt anti-nuclear produït en la seva escola secundària, titulat Meet Mr. Bomb. Emilio tenia 14 anys quan va acompanyar al seu pare a les Filipines, on Sheen estava rodant Apocalypse Now. Estévez va aparèixer com a extra a la pel·lícula, però les escenes van ser suprimides. En tornar a Los Angeles, Estévez va co-escriure i protagonitzar una obra de teatre de secundària sobre els veterans de Vietnam anomenada Echoes of an Era i va convidar els seus pares a veure-la.
Son pare comenta que llavors va ser quan es va adonar que era un dels seus. Després de graduar-se a Santa Mónica el 1980, es va negar a anar a la universitat i en el seu lloc va començar la seva carrera d'actor. A diferència del seu germà Charlie, Emilio i els seus altres germans no varen adoptar el cognom artístic del seu pare.

## Filmografia
| Any  | Pel·lícula                                             | Personatge                   | Notes                                        |
| ---- | ------------------------------------------------------ | ---------------------------- | -------------------------------------------- |
| 1982 | Tex                                                    | Johnny Collins               |                                              |
| 1983 | Rebels (The Outsiders)                                 | Keith "Two-Bit" Matthews     |                                              |
| 1983 | Nightmares                                             | J.J. Cooney                  | Segment: Bishop of Battle                    |
| 1984 | Repo Man                                               | Otto Maddox                  |                                              |
| 1985 | The Breakfast Club                                     | Andrew "Andy" Clark          |                                              |
| 1985 | St. Elmo's, punt de trobada (St. Elmo's Fire)          | Kirby "Kirbo" Keger          |                                              |
| 1985 | Ara és diferent (That Was Then... This Is Now)         | Mark Jennings                | Escriptor                                    |
| 1986 | Maximum Overdrive                                      | Bill Robinson                |                                              |
| 1986 | Wisdom                                                 | John Wisdom                  | Director                                     |
| 1987 | Procediment il·legal (Stakeout)                        | Detectiu Bill Reimers        |                                              |
| 1988 | Arma jove (Young Guns)                                 | Billy el Nen                 |                                              |
| 1990 | Young Guns II                                          | Billy the Kid                |                                              |
| 1990 | Dos sonats i un difunt (Men at Work)                   | James St. James              | Director/Escriptor                           |
| 1992 | Freejack                                               | Alex Furlong                 |                                              |
| 1992 | The Mighty Ducks                                       | Gordon Bombay                |                                              |
| 1993 | Amb l'arma a punt (National Lampoon's Loaded Weapon 1) | Sergent Jack Colt            |                                              |
| 1993 | Another Stakeout                                       | Detectiu Bill Reimers        |                                              |
| 1993 | Judgment Night                                         | Francis Howard "Frank" Wyatt |                                              |
| 1994 | D2: The Mighty Ducks                                   | Gordon Bombay                |                                              |
| 1996 | Missió: Impossible (Mission: Impossible)               | Jack Harmon                  |                                              |
| 1996 | The War at Home                                        |                              | Director i productor                         |
| 1996 | D3: The Mighty Ducks                                   | Gordon Bombay                |                                              |
| 2000 | Sand                                                   | Trip                         |                                              |
| 2000 | Rated X                                                | Jim Mitchell                 |                                              |
| 2003 | Los Reyes Magos                                        | Jimmy                        | Veu                                          |
| 2005 | The L.A. Riot Spectacular                              | Laurence Powell              |                                              |
| 2005 | Culture Clash in AmeriCCa                              |                              | Director                                     |
| 2006 | Bobby                                                  | Tim Fallon                   | Director/Escriptor                           |
| 2006 | L'Arthur i els Minimoys (Arthur et les Minimoys)       | Ferryman                     | Veu                                          |
| 2010 | The Public                                             | Stuart                       | Pre-producció director,escriptor i productor |
| 2010 | The Way                                                | Daniel Avery                 | Director                                     |

## Premis i nominacions

### Nominacions
- 2006. Lleó d'Or per Bobby